# Super Mario Bros. 35
Super Mario Bros. 35 to platformowa gra 2D z wieloma graczami, opublikowana w roku 2020 z elementami battle royale. Wydana przez Nintendo gra powstała z okazji 35-lecia Super Mario Bros. Została wydana na Nintendo Switch jako darmowa gra do pobrania dla członków usługi Nintendo Switch Online 1 października 2020 r. i była dostępna do 31 marca 2021 r. Gra opiera się na klasycznej platformówce Super Mario Bros., w której 35 graczy rywalizuje w czasie rzeczywistym w formacie battle royale. Wrogowie pokonani przez graczy są wysyłani do innych przeciwników przy użyciu jednej z czterech opcji celowania. Gra zawiera power-upy, które można uzyskać wydając zebrane monety na „ruletkę z przedmiotami” oraz licznik czasu, który można wydłużyć, pokonując wrogów i kończąc poziomy. Krytycy przyznali Super Mario Bros. 35 mieszane opinie, chwaląc unikalną koncepcję gry, polegającą na połączeniu Super Mario Bros. z rozgrywką w trybie battle royale, jednocześnie krytykując powtarzalność i prostotę gry.

## Odbiór gry
Super Mario Bros. 35 otrzymało „mieszane lub przeciętne recenzje”, według witryny agregującej recenzje Metacritic. Witryna obliczyła ocenę 75/100 na podstawie 29 recenzji.